# Vanessa Colaiutta (álbum)
Vanessa Colaiutta es el séptimo disco de la intérprete y compositora argentina Vanessa Colaiutta como solista, y el primero de canciones totalmente inéditas desde su éxodo desde su país natal donde había editado 6 discos. En este disco adopta su nuevo nombre artístico.

## Producción
El disco fue grabado en los estudios Mondo Mix con la producción de Cachorro López y coproducido por Sebastián Schon, Rodrigo Méndez y Diego Blanco. En una entrevista publicada en el periódico El Siglo de Durango ella pondera el sonido de la placa como “una fusión de rock pop en el que resaltan las influencias de The Beatles, Coldplay, Tori Amos y Sarah McLachlan”.

## Premios
El 2 de noviembre de 2006, durante la edición N.º 7 de la entrega anual de Los Premios Grammys Latinos 2006 celebrado en el Madison Square Garden, Cachorro López, recibe el premio a Productor del año, por su trabajo en 4 placas discográficas, entre ellas la placa de Vanessa Colaiutta.

## Sencillos
los sencillos de difusión fueron los siguientes:
- Sola[5]
- Lágrimas rotas

## Lista de canciones[6]
| Vanessa Colaiutta |                             |                                   |          |  |
| N.º               | Título                      | Escritor(es)                      | Duración |  |
| 1.                | «Pétalos Azules»            | Vanessa Colaiutta, Rodrigo Méndez | 3:07     |  |
| 2.                | «Lágrimas Rotas»            | Vanessa Colaiutta, Rodrigo Méndez | 3:35     |  |
| 3.                | «Sola»                      | Rodrigo Méndez, Vanessa Colaiutta | 3:49     |  |
| 4.                | «Ser»                       | Vanessa Colaiutta, Rodrigo Méndez | 3:59     |  |
| 5.                | «La mujer que habita en mí» | Vanessa Colaiutta, Rodrigo Méndez | 2:55     |  |
| 6.                | «Tu nombre»                 | Vanessa Colaiutta, Rodrigo Méndez | 4:15     |  |
| 7.                | «Hablar contigo»            | Vanessa Colaiutta, Rodrigo Méndez | 4:12     |  |
| 8.                | «Perfume de mujer»          | Vanessa Colaiutta, Rodrigo Méndez | 3:43     |  |
| 9.                | «A la luna llega el tren»   | Vanessa Colaiutta, Rodrigo Méndez | 5:29     |  |
| 10.               | «Nudos desnudandose»        | Vanessa Colaiutta, Rodrigo Méndez | 3:49     |  |
| 11.               | «Garganta caliente»         | Vanessa Colaiutta, Rodrigo Méndez | 4:24     |  |
| 12.               | «Espacios»                  | Vanessa Colaiutta, Rodrigo Méndez | 3:39     |  |
| 47:02             |                             |                                   |          |  |